# Necrolust
Necrolust drugi je demoalbum poljskog death/thrash metal-sastava Vader. Objavljen je u ožujku 1989.

## Pozadina
Necrolust snimljen je i miksan u veljači i ožujku 1989. godine u studiju poljskog radija u Olsztynu. Ovo je prvo izdanje sastava na kojem je svirao bubnjar Krzysztof "Docent" Raczkowski i basist Jacek "Jackie" Kalisz. Sve pjesme napisao je Piotr "Peter" Wiwczarek osim teksta pjesmi "The Final Massacre" kojeg je napisao Paweł Wasilewski.
Pjesme "Decapitated Saints" i "The Final Massacre" pojavile su se na albumu The Ultimate Incantation, "The Wrath" na EP-u Sothis, a pjesma "Reborn in Flames" pojavila se na albumu De Profundis.
Fenriz iz skupine Darkthrone naveo je ovaj album kao glavnu inspiraciju za rifove na albumu Panzerfaust uz albume Morbid Tales Celtic Frosta i Under the Sign of the Black Mark Bathoryja.
Dana 3. travnja 2015. diskografska kuća Witching Hour Productions ponovno je objavila ovaj album.

## Popis pjesama
Tekstovi i glazba: Peter, osim gdje je navedeno drugačije. 
| 1.    | »Decapitated Saints« |                  | 3:34 |
| 2.    | »Reborn in Flames«   |                  | 5:39 |
| 3.    | »The Final Massacre« | Paweł Wasilewski | 4:29 |
| 4.    | »The Wrath«          |                  | 3:57 |
| 17:39 |                      |                  |      |

## Zasluge
| Vader - Docent – bubnjevi - Peter – vokal, gitara, grafički dizajn, umjetnički smjer, koncept naslovnici - Jackie – bas-gitara | Ostalo osoblje - W. Iliaszewicz – inženjer zvuka |